# Bereghinya Planitia
Bereghinya Planitia is een laagvlakte op Venus. Bereghinya Planitia werd in 1985 genoemd naar Bereghinya, een watergodin uit de Slavische mythologie.
De laagvlakte is ongeveer cirkelvormig en heeft een diameter van 3900 kilometer en bevindt zich in het gelijknamige quadrangle Bereghinya Planitia (V-8) en het quadrangle Sappho Patera (V-20). Bereghinya Planitia wordt gekenmerkt door de overvloed van arachnoiden, varianten van coronae met weinig duidelijk reliëf waarvan de radiale breuken ver buiten de omtrek, die wordt begrensd door de cirkelvormige breuken, reiken.